# Prémio literário Glória de Sant'Anna
O Prémio Literário Glória de Sant’Anna é um Prémio Internacional de Poesia em memória da poeta Glória de Sant'Anna. Foi instituído em 2012 pelo Grupo de Acção Cultural de Válega (GAC) e a Família de Glória de Sant'Anna.
É destinado ao Autor do melhor livro de Poesia em língua Portuguesa, primeira edição em Portugal, Países e Regiões Lusófonas. 

## Vencedores
| Ano  | Local/Data de Atribuição   | Autor / obra                                                  | Editora               | País/Região    | Área de Atuação |
| ---- | -------------------------- | ------------------------------------------------------------- | --------------------- | -------------- | --------------- |
| 2013 | Válega, 26 de Maio de 2013 | Eduardo White /O POETA DIARISTA E OS ASCETAS DESILUMINADOS \| | Alcance Editores      | Moçambique     | poesia          |
| 2014 | Válega, 25 de Maio de 2014 | Gisela Ramos Rosa /TRADUÇÃO DAS MANHÃS)                       | EDITORA LUA DE MARFIM | Portugal       | poesia          |
| 2015 | Válega, 24 de Maio de 2015 | Mário Herrero Valeiro /DA VIDA CONCLUSA                       | O FIGURANTE Edicións  | Espanha Galiza | poesia          |
| 2016 | Válega, 28 de Maio de 2016 | Samuel Pimenta /ÁGORA                                         | Livros de Ontem       | Portugal       | poesia          |
| 2017 | Válega, 27 de Maio de 2017 | Maria João Cantinho /DO ÍNFIMO                                | COISAS DE LER         | Portugal       | poesia          |
| 2018 | Válega, 26 de Maio de 2018 | Gisela Ramos Rosa /O LIVRO DAS MÃOS)                          | COISAS DE LER         | Portugal       | poesia          |
| 2019 | Válega, 25 de Maio de 2019 | Sara F. Costa /A TRANSFIGURAÇÃO DA FOME                       | LABIRINTO             | Portugal       | poesia          |
| 2020 | Válega, 30 de Maio de 2020 | Sofia Ferrés /DESMATÉRIA                                      | Edições MACONDO       | Brasil         | poesia          |
| 2021 | Válega, 29 de Maio de 2021 | Ana Paula Jardim /ROUPÃO AZUL                                 | GUERRA & PAZ          | Portugal       | poesia          |
| 2022 | Válega, 28 de Maio de 2022 | Yara Nakahanda Monteiro /MEMÓRIAS APARIÇÕES ARRITMIAS         | COMPANHIA DAS LETRAS  | Angola         | poesia          |
| 2024 | Válega, 1 de Junho de 2024 | João Luís Barreto Guimarães /ABERTO TODOS OS DIAS             | QUETZAL               | Portugal       | poesia          |

## Júri independente
| Ano  | Membro                                                | Membro                                    | Membro                                        | Membro                                     | Membro                                                |
| ---- | ----------------------------------------------------- | ----------------------------------------- | --------------------------------------------- | ------------------------------------------ | ----------------------------------------------------- |
| 2013 | Fernanda Angius (Estudiosa de Literatura Moçambicana) | Teresa Roza D’Oliveira (Artista Plástica) | Eugénio Lisboa (Ensaísta e Crítico Literário) | Victor Oliveira Mateus (Escritor)          | Américo Matos (Director do Jornal de Válega)          |
| 2014 | Ronaldo Cagiano (Escritor)                            | Jacinto Guimarães (JORNAL DE VÁLEGA)      | Victor Oliveira Mateus (Escritor)             | Fátima Mendonça (Professora de Literatura) | Rui Paes (Pintor)                                     |
| 2015 | Xosé Lois García (Escritor)                           | Jacinto Guimarães (JORNAL DE VÁLEGA)      | Victor Oliveira Mateus (Escritor)             | Fátima Mendonça (Professora de Literatura) | Rui Paes (Pintor)                                     |
| 2016 | António Cabrita (Escritor)                            | Xosé Lois García (Escritor)               | Jacinto Guimarães (JORNAL DE VÁLEGA)          | Andrea Paes (Ourives)                      | Carmen Lúcia Tindó Ribeiro Secco (Professora)         |
| 2017 | Olinda Beja (Escritora)                               | António Cabrita (Escritor)                | Jacinto Guimarães (JORNAL DE VÁLEGA)          | João Guisan (Professor)                    | Andrea Paes (Ourives)                                 |
| 2018 | Nazir Can (Professor Universitário)                   | Mia Couto (Escritor)                      | Xosé Lois García (Escritor)                   | Jacinto Guimarães (JORNAL DE VÁLEGA)       | Andrea Paes (Ourives)                                 |
| 2019 | Jacinto Guimarães (JORNAL DE VÁLEGA)                  | Teresa Moure (Escritora)                  | Nataniel Ngomane (Professor)                  | Andrea Paes (Ourives)                      | José Luís Porfírio (Crítico de Arte)                  |
| 2020 | Maria Dovigo (Professora)                             | Jacinto Guimarães (JORNAL DE VÁLEGA)      | Eduardo Medeiros (Antropólogo)                | Ondjaki (Escritor)                         | Andrea Paes (Ourives)                                 |
| 2021 | Lassalete Borges (GAC)                                | Ana Mafalda Leite (Professora)            | Otília Martins (Professora)                   | Teresa Moure (Escritora)                   | Andrea Paes (Ourives)                                 |
| 2022 | Ana Paula Tavares (Escritora)                         | Andrea Paes (Ourives)                     | Jacinto Guimarães (JORNAL DE VÁLEGA)          | Jane Tutikian (Escritora)                  | Xosé Manuel Eyré Val (Crítico Literário Independente) |
| 2024 | Xosé Manuel Eyré Val (Crítico Literário Independente) | Anna Fresu (Escritora e Tradutora)        | Jacinto Guimarães (JORNAL DE VÁLEGA)          | Andrea Paes (Poeta e Ourives)              | Álvaro Carmo Vaz (Escritor e Professor)               |